# Avatar: A víz útja
Az Avatar: A víz útja (eredeti cím: Avatar: The Way of Water) 2022-ben bemutatott amerikai sci-fi film, az Avatar-filmsorozat második része és a 2009-ben bemutatott Avatar című film folytatása. Rendezője, írója és készítője James Cameron.
A forgatókönyvet Cameron, Josh Friedman, Shane Salerno, Rick Jaffa és Amanda Silver írták. Producerei Cameron és Jon Landau. A főszerepekben Sam Worthington, Zoë Saldana, Stephen Lang, Giovanni Ribisi és Joel David Moore láthatók. A film zeneszerzője Simon Franglen, gyártója a 20th Century Studios és a Lightstorm Entertainment, forgalmazója a 20th Century Studios.
Az Amerikai Egyesült Államokban 2022. december 16-án, míg Magyarországon egy nappal hamarabb, december 15-én mutatták be a a mozikban a Fórum Hungary forgalmazásában.

## Szinopszis
13 évvel az első film eseményei után, Jake Sully és Neytiri családot alapított, és bármit megtesznek azért, hogy együtt maradjanak. Mindazonáltal kénytelenek elhagyni otthonukat és felfedezni Pandora különböző régióit, amikor egy régi fenyegetés visszatér, hogy befejezze azt, amit elkezdett.

## Szereplők
| Színész             | Szereplő               | Magyar hang        | Leírás |
| ------------------- | ---------------------- | ------------------ | --- |
| Sam Worthington     | Jake Sully             | Széles Tamás       | Egykori ember, aki beleszeretett Neytiribe és összebarátkozott a na'vikkal, miután az Avatár Program tagjává vált, végül az emberek elleni konfliktusban az ő oldalukra állt, és győzelemre vezette őket. Elhagyta emberi testét, hogy végleg a Na'vi-k egyikévé váljon. |
| Zoë Saldana         | Neytiri                | Pikali Gerda       | Az előző klánfőnök lánya, a klán leendő Tsahìkja és Jake párja. |
| Sigourney Weaver    | Kiri                   | Mentes Júlia       | Jake és Neytiri örökbefogadott tinédzser lánya. |
| Sigourney Weaver    | Dr. Grace Augustine    | Menszátor Magdolna | Emberi tudós, aki a na'vik oldalára áll, és a konfliktus során meghalt. Egy spirituális látomásban találkozik Kirivel. |
| Stephen Lang        | Miles Quaritch ezredes | Kőszegi Ákos       | Ember, aki a Pandorát kolonizáló emberi szervezet, az RDA biztonsági erőit vezette a na'vikkal való konfliktusukban. |
| Kate Winslet        | Ronal                  | Ónodi Eszter       | A Metkayina szabadbúvára és Tonowari felesége. |
| Cliff Curtis        | Tonowari               | Sarádi Zsolt       | A metkayinai zátonyemberek klánjának vezetője és Ronal férje. |
| Joel David Moore    | Dr. Norm Spellman      | Előd Botond        | Az Avatar program egykori tagja. |
| CCH Pounder         | Mo’at                  | Bánsági Ildikó     | Omaticaya spirituális vezetője és Neytiri anyja |
| Edie Falco          | Frances Ardmore        | Szirtes Ági        | Az RDA érdekeiért felelős parancsnok. |
| Brendan Cowell      | Mick Scoresby          | Király Attila      | Egy magánszektorbeli tengeri vadászhajó vezetője a Pandora bolygón. |
| Jemaine Clement     | Dr. Ian Garvin         | Mészáros Béla      | Tengerbiológus. |
| Jamie Flatters      | Neteyam                | L. Nagy Attila     | Jake és Neytiri első fia és legidősebb gyermeke. |
| Britain Dalton      | Lo'ak                  | Kuttner Bálint     | Jake és Neytiri második fia. |
| Trinity Jo-Li Bliss | Tuktirey               | Bak Julianna       | Jake és Neytiri nyolcéves lánya és legfiatalabb gyermekük |
| Jack Champion       | Miles "Gekkó" Socorro  | Kretz Boldizsár    | Tinédzser, aki a Pokol Kapujában született, akit Jake és Neytiri mentett meg és fogadott örökbe, és "inkább a pandori esőerdőben tölti az idejét". |
| Bailey Bass         | Tsireya                | Koller Virág       | A Metkayina és a Tonowari kecses és erős szabadúszója és Ronal lánya. |
| Filip Geljo         | Aonung                 | Rohonyi Barnabás   | A Metkayina és Tonowari fiatal férfi vadász és búvár, valamint Ronal fia. |
| Giovanni Ribisi     | Parker Selfridge       | Rajkai Zoltán      | RDA bányászati tevékenységének korábbi vállalati ügyintézője. |
| Dileep Rao          | Dr. Max Patel          | Zöld Csaba         | Tudós, aki az Avatar Programban dolgozott. |
| Matt Gerald         | Lyle Wainfleet         | Ferencz Bálint     | Az RDA zsoldosa a na'vik elleni háborújukban, akit korábban egy pörölyfejű titán megölt, majd rekombinánsként "újjáélesztették". |

- Magyar szöveg: Gáspár Bence
- Felvevő hangmérnök: Jacsó Bence
- Vágó: Kajdácsi Brigitta
- Gyártásvezető: Kincses Tamás
- Szinkronrendező: Tabák Kata
- Produkciós vezető: Hagen Péter

A szinkron a Disney Character Voices International megbízásából a Mafilm Audio Kft.-ben készült el, 2022 novemberében.